# Karhusuo
Karhusuo est un quartier de la ville d'Espoo en Finlande.

## Description
Karhusuo compte 2 624 habitants (31.12.2016).
Ses quartiers voisins sont  Järvenperä, Karvasmäki, Kolmperä, Högnäs, Gumböle, Kunnarla, Muurala, Nupuri et Vanha-Nuuksio.